# Bartosz Kapustka
Bartosz Szczepan Kapustka (ur. 23 grudnia 1996 w Tarnowie) – polski piłkarz, występujący na pozycji pomocnika, od 2020 w polskim klubie Legia Warszawa. Zawodnik Cracovii, Leicester City, SC Freiburg i Oud-Heverlee Leuven.
Od 2015 reprezentant Polski. Uczestnik Mistrzostw Europy 2016.

## Kariera klubowa

### Początki
Syn Kazimierza Kapustki, także piłkarza. Pochodzi z Pogórskiej Woli. Dzięki ojcu, zawodnikowi Tarnovii Tarnów, w wieku sześciu lat rozpoczął treningi w tym klubie i został jego wychowankiem.
W sierpniu 2012 trafił do Cracovii, a dwa miesiące później został włączony do pierwszej drużyny tego klubu, w której barwach 29 marca 2014 podczas sezonu 2013/14, w wieku 17 lat, zadebiutował w Ekstraklasie, wchodząc jako rezerwowy w meczu przeciwko Widzewowi Łódź. W lutym 2014 przedłużył kontrakt z Cracovią do końca 2016, a we wrześniu 2015 podpisał nową trzyletnią umowę z klubem.

### Transfer do Leicester
3 sierpnia 2016 Kapustka podpisał pięcioletni kontrakt z ówczesnym mistrzem Anglii, Leicester City. Zadebiutował 7 stycznia 2017 w wygranym 2:1 meczu trzeciej rundy Pucharu Anglii z Evertonem. Ogółem rozegrał dla tego klubu trzy spotkania w rozgrywkach Pucharu Anglii – przeciwko Evertonowi, Derby County oraz Millwall – a także 19 meczów w drużynie U-23. Ośmiokrotnie znalazł się w kadrze meczowej na spotkania Premier League, jednak nie zadebiutował w tej lidze.
14 lipca 2017 został wypożyczony na rok do niemieckiego klubu SC Freiburg. W nowym zespole zadebiutował 12 sierpnia 2017 w meczu I rundy Pucharu Niemiec przeciwko Germanii Halberstadt. 17 września 2017, wchodząc na boisko na ostatnie 22 minuty spotkania z Bayerem 04 Leverkusen (0:4) zadebiutował w Bundeslidze, natomiast 18 listopada 2017 w meczu z VfL Wolfsburg zdobył swoją jedyną bramkę w tej lidze.
31 sierpnia 2018 został wypożyczony na rok do belgijskiego drugoligowego klubu Oud-Heverlee Leuven. 15 września zadebiutował w ligowym meczu z AFC Tubize, natomiast 30 września, w meczu z Saint-Gilloise, zaliczył premierowe trafienie dla klubu. 29 marca 2019 doznał kontuzji zerwania więzadeł krzyżowych w kolanie, która wykluczyła go z udziału w mistrzostwach Europy do lat 21.

### Powrót do kraju
13 sierpnia 2020 podpisał dwuletni kontrakt z Legią Warszawa. 22 sierpnia zadebiutował w nowym klubie w meczu 1. kolejki Ekstraklasy z Rakowem Częstochowa (2:1). 26 sierpnia rozegrał 41 minut w przegranym po dogrywce meczu 2 rundy kwalifikacji do Ligi Mistrzów UEFA z Omonią Nikozja, debiutując w rozgrywkach europejskich. 29 listopada w zremisowanym 2:2 meczu z Piastem Gliwice zdobył pierwszą bramkę dla klubu. W lutym 2021 został wybrany piłkarzem miesiąca w Ekstraklasie. W sezonie 2020/2021 zdobył z Legią Warszawa mistrzostwo Polski, występując łącznie w 32 meczach, w których strzelił 3 gole i zanotował 4 asysty. W lipcu 2021 wystąpił w meczach 1. rundy kwalifikacji Ligi Mistrzów z Bodø/Glimt, a także w spotkaniu o Superpuchar Polski z Rakowem Częstochowa (1:1 k. 3:4), w którym nie wykorzystał jedenastki w konkursie rzutów karnych. 21 lipca 2021 strzelił bramkę w pierwszym meczu 2. rundy kwalifikacji z Florą Tallinn. W tym samym spotkaniu nabawił się kontuzji więzadła krzyżowego przedniego, która wykluczyła go z gry na 8-9 miesięcy.

## Kariera reprezentacyjna
7 września 2015 zadebiutował w reprezentacji Polski w wygranym 8:1 meczu z Gibraltarem, pojawiając się na boisku jako rezerwowy w 62. minucie, po czym w 73. minucie zdobył swojego debiutanckiego gola. 13 listopada 2015 wystąpił w towarzyskim meczu przeciwko Islandii. Wszedł na boisko w 65. minucie, a chwilę później strzelił swoją drugą bramkę w reprezentacji.
Kilka miesięcy później został powołany na mistrzostwa Europy 2016 we Francji. Zadebiutował w nich 12 czerwca 2016 w wygranym 1:0 meczu z Irlandią Północną, zostając uznanym za jednego z najlepszych na boisku.
4 września 2016 strzelił gola w 9. minucie zremisowanego 2:2 meczu eliminacji mistrzostw świata 2018 z Kazachstanem.
15 października 2024 r., po 8 latach przerwy Kapustka wrócił do reprezentacji, w zremisowanym 3:3 meczu z reprezentacją Chorwacji.

## Statystyki

### Klubowe
(aktualne na dzień 18 marca 2021)
| Klub                       | Sezon              | Liga               | Liga  | Liga   | Puchar kraju | Puchar kraju | Inne  | Inne   | Europa | Europa | Suma  | Suma   |
| Klub                       | Sezon              | Liga               | Mecze | Bramki | Mecze        | Bramki       | Mecze | Bramki | Mecze  | Bramki | Mecze | Bramki |
| -------------------------- | ------------------ | ------------------ | ----- | ------ | ------------ | ------------ | ----- | ------ | ------ | ------ | ----- | ------ |
| Cracovia                   | 2013/14            | Ekstraklasa        | 2     | 0      | –            | –            | –     | –      | –      | –      | 2     | 0      |
| Cracovia                   | 2014/15            | Ekstraklasa        | 23    | 2      | 3            | 1            | –     | –      | –      | –      | 26    | 3      |
| Cracovia                   | 2015/16            | Ekstraklasa        | 33    | 4      | 2            | 1            | –     | –      | –      | –      | 35    | 5      |
| Cracovia                   | 2016/17            | Ekstraklasa        | 2     | 0      | –            | –            | –     | –      | –      | –      | 2     | 0      |
| Cracovia                   | Ogólnie            | Ogólnie            | 60    | 6      | 5            | 2            | 0     | 0      | 0      | 0      | 65    | 8      |
| Leicester City             | 2016/17            | Premier League     | –     | –      | 3            | 0            | –     | –      | –      | –      | 3     | 0      |
| SC Freiburg (wyp.)         | 2017/18            | Bundesliga         | 7     | 1      | 2            | 0            | –     | –      | –      | –      | 9     | 1      |
| Oud-Heverlee Leuven (wyp.) | 2018/19            | Tweede klasse      | 21    | 3      | 0            | 0            | –     | –      | –      | –      | 21    | 3      |
| Legia Warszawa             | 2020/21            | Ekstraklasa        | 16    | 3      | 3            | 0            | 1     | 0      | 3      | 0      | 23    | 3      |
| Ogólnie w karierze         | Ogólnie w karierze | Ogólnie w karierze | 104   | 13     | 13           | 2            | 1     | 0      | 3      | 0      | 121   | 15     |

### Reprezentacyjne
(aktualne na dzień 15 października 2024)
| Reprezentacja | Rok     | Mecze | Bramki |
| ------------- | ------- | ----- | ------ |
| Polska U-17   |         |       |        |
| 2012          | 1       | 0     |        |
| Ogólnie       | Ogólnie | 1     | 0      |
| Polska U-18   |         |       |        |
| 2013          | 3       | 0     |        |
| 2014          | 2       | 0     |        |
| Ogólnie       | Ogólnie | 5     | 0      |
| Polska U-19   |         |       |        |
| 2014          | 5       | 1     |        |
| 2015          | 2       | 0     |        |
| Ogólnie       | Ogólnie | 7     | 1      |
| Polska U-21   |         |       |        |
| 2015          | 1       | 0     |        |
| 2017          | 7       | 1     |        |
| 2018          | 3       | 0     |        |
| Ogólnie       | Ogólnie | 11    | 1      |
| Polska        |         |       |        |
| 2015          | 3       | 2     |        |
| 2016          | 11      | 1     |        |
| 2024          | 1       | 0     |        |
| Ogólnie       | Ogólnie | 15    | 3      |

| Mecze i gole w reprezentacji | Mecze i gole w reprezentacji | Mecze i gole w reprezentacji | Mecze i gole w reprezentacji | Mecze i gole w reprezentacji | Mecze i gole w reprezentacji | Mecze i gole w reprezentacji |
| Polska U-17                  | Polska U-17                  | Polska U-17                  | Polska U-17                  | Polska U-17                  | Polska U-17                  | Polska U-17                  |
| Lp.                          | Data                         | Miejsce                      | Przeciwnik                   | Gol                          | Wynik                        | Rozgrywki                    |
| ---------------------------- | ---------------------------- | ---------------------------- | ---------------------------- | ---------------------------- | ---------------------------- | ---------------------------- |
| 1.                           | 25.09.2012                   | Olecko, Polska               | Litwa U-17                   |                              | 5:0                          | towarzyski                   |
| Polska U-18                  |                              |                              |                              |                              |                              |                              |
| Lp.                          | Data                         | Miejsce                      | Przeciwnik                   | Gol                          | Wynik                        | Rozgrywki                    |
| 1.                           | 13.10.2013                   | Limoges, Francja             | Stany Zjednoczone U-18       |                              | 0:2                          | towarzyski                   |
| 2.                           | 13.05.2014                   | Erywań, Armenia              | Armenia U-18                 |                              | 2:0                          | towarzyski                   |
| 3.                           | 15.05.2014                   | Erywań, Armenia              | Armenia U-18                 |                              | 4:1                          | towarzyski                   |
| Polska U-19                  |                              |                              |                              |                              |                              |                              |
| Lp.                          | Data                         | Miejsce                      | Przeciwnik                   | Gol                          | Wynik                        | Rozgrywki                    |
| 1.                           | 13.05.2014                   | Erywań, Armenia              | Armenia U-19                 |                              | 2:0                          | towarzyski                   |
| 2.                           | 04.09.2014                   | Bakovci, Słowenia            | Słowenia U-19                |                              | 2:2                          | towarzyski                   |
| 3.                           | 09.09.2014                   | Nowy Sącz, Polska            | Włochy U-19                  |                              | 1:2                          | towarzyski                   |
| 4.                           | 09.10.2014                   | Tuchola, Polska              | Mołdawia U-19                | Gol                          | 4:1                          | el. ME U-19 2015             |
| 5.                           | 14.10.2014                   | Grudziądz, Polska            | Holandia U-19                |                              | 1:2                          | el. ME U-19 2015             |
| 6.                           | 28.03.2015                   | Belek, Turcja                | Gruzja U-19                  |                              | 4:1                          | towarzyski                   |
| 7.                           | 30.03.2015                   | Belek, Turcja                | Gruzja U-19                  |                              | 0:0                          | towarzyski                   |
| Polska U-20                  |                              |                              |                              |                              |                              |                              |
| Lp.                          | Data                         | Miejsce                      | Przeciwnik                   | Gol                          | Wynik                        | Rozgrywki                    |
| 1.                           | 11.06.2015                   | Nowy Sącz, Polska            | Słowacja U-20                |                              | 0:1                          | towarzyski                   |
| Polska U-21                  |                              |                              |                              |                              |                              |                              |
| Lp.                          | Data                         | Miejsce                      | Przeciwnik                   | Gol                          | Wynik                        | Rozgrywki                    |
| 1.                           | 23.03.2017                   | Kraków, Polska               | Włochy U-21                  |                              | 1:2                          | towarzyski                   |
| 2.                           | 27.03.2017                   | Kielce, Polska               | Czechy U-21                  |                              | 1:2                          | towarzyski                   |
| 3.                           | 01.09.2017                   | Gori, Gruzja                 | Gruzja U-21                  | Gol                          | 3:0                          | el. ME 2019                  |
| 4.                           | 06.10.2017                   | Łódź, Polska                 | Finlandia U-21               |                              | 3:3                          | el. ME 2019                  |
| 5.                           | 10.10.2017                   | Gorżdy, Litwa                | Litwa U-21                   |                              | 2:0                          | el. ME 2019                  |
| 6.                           | 10.11.2017                   | Thorshavn, Wyspy Owcze       | Wyspy Owcze U-21             |                              | 2:2                          | el. ME 2019                  |
| Polska                       |                              |                              |                              |                              |                              |                              |
| Lp.                          | Data                         | Miejsce                      | Przeciwnik                   | Gol                          | Wynik                        | Rozgrywki                    |
| 1.                           | 07.09.2015                   | Warszawa, Polska             | Gibraltar                    | Gol                          | 8:1                          | el. ME 2016                  |
| 2.                           | 13.11.2015                   | Warszawa, Polska             | Islandia                     | Gol                          | 4:2                          | towarzyski                   |
| 3.                           | 17.11.2015                   | Wrocław, Polska              | Czechy                       |                              | 3:1                          | towarzyski                   |
| 4.                           | 23.03.2016                   | Poznań, Polska               | Serbia                       |                              | 1:0                          | towarzyski                   |
| 5.                           | 26.03.2016                   | Wrocław, Polska              | Finlandia                    |                              | 5:0                          | towarzyski                   |
| 6.                           | 01.06.2016                   | Gdańsk, Polska               | Holandia                     |                              | 1:2                          | towarzyski                   |
| 7.                           | 06.06.2016                   | Kraków, Polska               | Litwa                        |                              | 0:0                          | towarzyski                   |
| 8.                           | 12.06.2016                   | Nicea, Francja               | Irlandia Północna            |                              | 1:0                          | ME 2016                      |
| 9.                           | 16.06.2016                   | Saint-Denis, Francja         | Niemcy                       |                              | 0:0                          | ME 2016                      |
| 10.                          | 21.06.2016                   | Marsylia, Francja            | Ukraina                      |                              | 1:0                          | ME 2016                      |
| 11.                          | 30.06.2016                   | Marsylia, Francja            | Portugalia                   |                              | 1:1 (k. 3:5)                 | ME 2016                      |
| 12.                          | 04.09.2016                   | Astana, Kazachstan           | Kazachstan                   | Gol                          | 2:2                          | el. MŚ 2018                  |
| 13.                          | 11.10.2016                   | Warszawa, Polska             | Armenia                      |                              | 2:1                          | el. MŚ 2018                  |
| 14.                          | 14.11.2016                   | Wrocław, Polska              | Słowenia                     |                              | 1:1                          | towarzyski                   |
| 15.                          | 15.10.2024                   | Warszawa, Polska             | Chorwacja                    |                              | 3:3                          | LN 2024/2025                 |

## Sukcesy

### Legia Warszawa
- Mistrzostwo Polski: 2020/2021
- Puchar Polski: 2022/2023[40],  2024/2025 [41]

- Superpuchar Polski:  2025[42]

### Indywidualne
- Odkrycie roku w Plebiscycie Piłki Nożnej: 2015[43]
- Odkrycie sezonu Ekstraklasy: 2015/2016[44]
- Piłkarz miesiąca Ekstraklasy: luty 2021[45]